# Jagamas János
Jagamas János (Dés, 1913. június 8. – Kolozsvár, 1997. szeptember 15.) Széchenyi-díjas erdélyi magyar népzenekutató, zenetudós.

## Családja, iskolái
Húga  Jagamas Ilona. Középiskolát a Kolozsvári Római Katolikus Főgimnáziumban végzett (1931), zenei tanulmányait a kolozsvári zenekonzervatóriumban kezdte (1936–40), a budapesti Liszt Ferenc Zeneművészeti Főiskolán folytatta (1941–44) többek között Kodály Zoltán tanítványaként, és Kolozsvárt fejezte be (1947–48).

## Élete és munkássága
Közben tanító a román lakosságú Alőrön, ahol először gyűjtött népdalt, majd óvónőképzői zenetanár, magán-zenekonzervatóriumi igazgató volt Kolozsvárt. 1949-1960 között a Román Akadémia kolozsvári Folklór Intézetének tudományos főkutatója volt. 1949-től a Magyar Zenekonzervatórium, majd annak megszüntetése után a Gheorghe Dima Zenekonzervatórium adjunktusa, később docense (szakjai: folklór, formatan, zenei paleográfia) lett, nyugdíjazásáig (1976). Vikár Béla, Seprődi János, Bartók Béla, Kodály Zoltán, Domokos Pál Péter és mások erdélyi és moldvai terepmunkáját folytatva fontos gyűjtéseket végzett a Fekete-Körös völgyében, Kalotaszegen, a Mezőségen, a Nagy-Szamos, a Felső-Maros, az udvarhelyszéki, gyergyói és csíki székelyek, valamint a moldvai, gyimesi és barcasági csángók körében. Mintegy 6000 népi dallam gyűjtőjeként s dallamlejegyzéseinek tökélye révén is a Bartók utáni délkelet-európai népzenekutatók kiválóságai között a helye. Gyűjtéseinek nagy részét a kolozsvári Folklórintézet őrzi; értékéről többek között az 1954-ben kiadott Moldvai csángó népdalok és népballadák, valamint az 1974-es Romániai magyar népdalok című kötet 350 dallamot tartalmazó anyaga tanúskodik.
Népzenetudományi írásai közül jelentős az Adatok a romániai magyar népzenei dialektusok kérdéséhez (1956), amelyben a Bartók szerinti IV. népzenei dialektusterületet (Erdélyt) aldialektusokra osztotta, és leírta ezeket az időközben föltárt vidékek népzenéje alapján. Megállapította, hogy Moldva a magyar népzene külön dialektusterületének tekintendő. A magyar népdal régi és új stílusának, valamint a magyar népzene és műzene kapcsolatainak kutatójaként is jelentős eredményeket ért el. A magyar népdaltípusok és népies műdalok morfológiai elemzését és osztályozását egyéni módszerrel végezte. Az általános zenetudomány körébe tartozó Bartók-tanulmánya a Mikrokosmos I. és II. füzetének hangsorairól (1974) szintúgy morfológiai elemzés, ill. alaktani elemek rendszerbe foglalása. Jelentős pedagógiai életműve: közvetve vagy közvetlenül tanítványa több romániai magyar népzenekutató. Tanítványa volt többek között Almási István, Demény Piroska, Kallós Zoltán, Pávai István, Szenik Ilona, s e szűkebb körön kívül is számos muzsikus hivatkozik rá mint mesterére.
A budapesti Ethnographiában a falu nótájáról (1957/2), a Korunkban a romániai magyar népzenekutatásról (1957/9), az Árkos 1971 c. kiadványban (Sepsiszentgyörgy, 1972) a magyar népzene és műzene kapcsolatáról ír, az 1973-as Korunk-évkönyvben feldolgozta népzenénk kutatásának történetét, vitacikkeiben tisztázta, mi népdal és mi nem az (Művelődés, 1980–81). Szaktanulmányait közölték a Bartók-dolgozatok című gyűjteményes kötetek (1974, 1982), a Zenetudományi írások három kötetében pedig a magyar népdal régi és új stílusának kapcsolatairól (1977) s a kupolás kvint szerkezetű magyar népdal és a fúga expozíciójáról értekezett (1980), majd a hétfalusi csángók közt folytatott népdalgyűjtést ismertette (1983).
Szerzeményeiből önálló kötetet adott ki Öt gyermekkar címmel (1955), hat további kórusműve a Szállj, szép szavú dal című gyűjteményben (1972) jelent meg.
A Magyar Néprajzi Társaság tiszteletbeli tagjává választotta, 1993-ban pedig Széchenyi-díjjal tüntették ki a romániai magyar népzenekutatás terén több évtizeden át kifejtett kimagasló munkájáért.

## Főbb tudományos művei
- Moldvai csángó népdalok és népballadák (Faragó Józseffel közösen), 1954
- Adatok a romániai magyar népzenei dialektusok kérdéséhez, 1956
- Romániai magyar népdalok (Faragó Józseffel közösen), 1974
- Magyaró énekes népzenéje. Egy Felső-Maros menti falu magyar néphagyományaiból; Palkó Attila kiegészítő gyűjteményét és Zsigmond József szövegkiegészítését felhasználva közzéteszi Jagamas János; Kriterion, Bukarest 1984
- A népzene mikrokozmoszában. Tanulmányok; Kriterion, Bukarest, 1984
- Pávai István - Zakariás Erzsébet (szerk.): Jagamas János népzenei gyűjteménye a Román Akadémia Folklór Archívumában, 2014

## Szerzeményei
- Öt gyermekkar (kórusművek), 1955